# Atlantic Beach (Nova York)
Atlantic Beach és una població dels Estats Units a l'estat de Nova York. Segons el cens del 2000 tenia 1.986 habitants.

## Demografia
Segons el cens del 2000, Atlantic Beach tenia 1.986 habitants, 766 habitatges, i 569 famílies. La densitat de població era de 1.597,5 habitants/km².
Dels 766 habitatges en un 27,5% hi vivien nens de menys de 18 anys, en un 64,4% hi vivien parelles casades, en un 7,2% dones solteres, i en un 25,6% no eren unitats familiars. En el 22,5% dels habitatges hi vivien persones soles el 9,7% de les quals corresponia a persones de 65 anys o més que vivien soles. El nombre mitjà de persones vivint en cada habitatge era de 2,48 i el nombre mitjà de persones que vivien en cada família era de 2,93.
Per edats la població es repartia de la següent manera: un 19,5% tenia menys de 18 anys, un 5% entre 18 i 24, un 21,6% entre 25 i 44, un 31,7% de 45 a 60 i un 22,1% 65 anys o més.
L'edat mediana era de 47 anys. Per cada 100 dones de 18 o més anys hi havia 87,3 homes.
La renda mediana per habitatge era de 85.122 $ i la renda mediana per família de 93.647 $. Els homes tenien una renda mediana de 67.583 $ mentre que les dones 49.750 $. La renda per capita de la població era de 44.035 $. Entorn del 3,9% de les famílies i el 5,6% de la població estaven per davall del llindar de pobresa.